# In Hora Mortis Nostræ
In Hora Mortis Nostræ es el quinto álbum de estudio de la banda sueca de death metal The Project Hate MCMXCIX lanzado el 15 de septiembre de 2007. Como la mayoría de los álbumes de la banda, fue producido por el guitarrista y líder de la banda Lord K. Philipson. Este álbum cuenta con la participación del baterista Daniel "Mojjo" Molainen (Engel, ex Lord Belial).

## Lista de canciones
1. Annihilation of All That Is Holy – 9:12
2. Crawling Through the Infinite Fields of Carnage – 8:29
3. Serenades of Rotten Flesh – 8:06
4. For Our Name Is Chaos Eternal – 9:23
5. Tear Down the Walls of Heaven – 8:04
6. And Damnation Is Forced Upon the Weak – 9:59
7. The Innocence of the Three-Faced Saviour – 12:00

## Integrantes
- Lord K. Philipson - guitarra, programación
- Jörgen Sandström voz
- Jonna Enckell - voz
- Peter S. Freed - guitarra
- Michael Håkansson - bajo
- Mojjo - batería

Invitados
- Boudewijn Bonebakker (Gorefest) - solos de guitarra en las canciones 6 y 7
- Sebastian Reichl (Deadlock) - guitarra y teclado en la canción 3
- Joakim Widfeldt (Vicious Art) - voz en la canción 3
- Matte Borg (2 Ton Predator) - voz en las canciones 1 y 3
- Morgan Lundin - voz en las canciones 1, 3, 4 y 6
- Rickard Alriksson (Nasum) - voz en todo el álbum
- Robban Eriksson - voz en las canciones 1 y 5
- Tommy Dahlström (Aeon) - voz en la canción 6
- Tyra - voz en la canción 5